# Kleingebiet Encs
Das Kleingebiet Encs (ungarisch Encsi kistérség) war bis Ende 2012 eine ungarische Verwaltungseinheit (LAU 1) innerhalb des Komitats Borsod-Abaúj-Zemplén. Im Zuge der Verwaltungsreform von 2013 gingen 29 Ortschaften in den nachfolgenden Kreis Encs (ungarisch Encsi járás) über, 5 Ortschaften wurden dem Kreis Gönc (ungarisch Gönci járás) und 2 Ortschaften dem Kreis Szikszó (ungarisch Szikszói járás) zugeordnet.
Ende 2012 zählte das Kleingebiet auf 449,45 km² Fläche 23.492 Einwohner. Der Verwaltungssitz befand sich in der einzigen Stadt Encs (6.500 Ew.).

## Ortschaften
| Abaújalpár        | Abaújkér    | Alsógagy      | Baktakék    | Beret       |
| Büttös            | Csenyéte    | Csobád        | Detek       | Encs        |
| Fáj               | Fancsal     | Felsőgagy     | Forró       | Fulókércs   |
| Gagyapáti         | Garadna     | Gibárt        | Hernádbűd   | Hernádpetri |
| Hernádszentandrás | Hernádvécse | Ináncs        | Kány        | Keresztéte  |
| Krasznokvajda     | Litka       | Méra          | Novajidrány | Pamlény     |
| Pere              | Perecse     | Pusztaradvány | Szalaszend  | Szászfa     |
| Szemere           |             |               |             |             |